# Reigi laht
Reigi laht (Röicksviken) är en vik på Dagö i västra Estland. Den ligger i Dagö kommun i landskapet Hiiumaa (Dagö), 140 km väster om huvudstaden Tallinn. Den ligger på Dagös nordvästra sida mot Östersjön, 15 km väst om residensstaden Kärrdal. Den avgränsas i nordost av udden Kootsaare poolsaar och i sydväst av Ninaots och ön Ninalaid. 
De tre byarna Hohenholm (estniska: Kõrgessaare), Rootsi (betyder 'Sverige' på estniska) och Röicks (estniska: Reigi) ligger utmed vikens strand. Vid Hohenholm ligger en hamn. Röicks (Reigi) har gett namn åt viken (laht). Sjön Kirikulaht är vikens innersta och på grund av landhöjningen nu avsnörda del. Ån Pihla jõgi förbinder Kirikulaht med Reigi laht där den har sitt utflöde.  
Årsmedeltemperaturen i trakten är 4 °C. Den varmaste månaden är juli, då medeltemperaturen är 16 °C, och den kallaste är januari, med −8 °C.